# Trail Creek
Trail Creek est une municipalité américaine située dans le comté de LaPorte en Indiana.
Lors du recensement de 2010, sa population est de 2 052 habitants. La municipalité s'étend sur 1,21 mille carré (3,13 km2).
En 1834, John Walker fonde un moulin sur la Trail Creek, un ruisseau qui s'écoule jusqu'au lac Michigan. Le moulin est racheté par les frères Roeske dans les années 1880 ; le village autour du moulin prend le nom de Roeskeyville. Trail Creek devient une municipalité en 1924 pour éviter toute tentative d'annexion par la ville voisine de Michigan City,.